# Che Siang-ning
Che Siang-ning (čínsky pchin-jinem Hé Xiāngníng, znaky 何香凝; 27. června 1878 — 1. září 1972) byla čínská politička a feministka, jedna z prvních stoupenců Sunjatsena a členka Čínské aliance, v kuomintangské vládě v Kantonu ve 20. letech ministryně pro záležitosti žen. Po zavraždění manžela (1925) a Čankajškově protikomunistickém převratu (1927) se stáhla z politiky. Od začátku 30. let se podílela na organizaci odporu proti japonské invazi do Číny.
Roku 1948 spoluzakládala Revoluční výbor čínského Kuomintangu, po vzniku Čínské lidové republiky byla členkou Ústřední lidové vlády Čínské lidové republiky (1949–1954), zastávala vysoké pozice v zákonodárných a poradních shromážděních ČLR jako místopředsedkyně Čínského lidového politického poradního shromáždění (1954–1965) a místopředsedkyně Všečínského shromáždění lidových zástupců (1959–1972). Od roku 1960 předsedala Revolučnímu výboru čínského Kuomintangu, jedné z menších politických stran Čínské lidové republiky, byla čestnou předsedkyní Všečínského svazu žen.

## Život

### Mládí, manželství, studia v Japonsku
Che Siang-ning, rodným jménem Che Ťien (čínsky pchin-jinem Hé Jiàn, znaky 何諫 se narodila 27. června 1878 v Hongkongu. Její otec Che Ping-chuan (何炳桓) pocházel z okresu Nan-chaj ležícího nedaleko Kantonu, byl úspěšným obchodníkem s čajem, investoval také do nemovitostí. Che Siang-ning přesvědčila otce, aby jí umožnil vzdělávat se společně s bratry a od dětství byla pilnou studentkou.
Od mládí byla rozhodnou feministkou, tvrdě se bránila otcovu příkazu, aby si podle tradičního čínského zvyku nechala svazovat chodidla. Kvůli svým „velkým nohám“ ji rodiče v říjnu 1897 zorganizovali sňatek s Liao Čung-kchajem, Číňanem narozeným v Americe, který nechtěl ženu se svázanými chodidly. Přestože šlo o domluvený sňatek, měli Che a Liao mnoho společného, sdíleli lásku k vědění a umění a nadšení pro záchranu Číny. Finančně podpořila manželovu touhu studovat v Japonsku, když z osobních úspor a prodejem svých šperků získala tři tisíce stříbrných dolarů. Liao odjel do Japonska v listopadu 1902 a ona ho následovala o dva měsíce později. Studovala na přípravné škole pro Tokijskou ženskou normální školu. 
Během pobytu v Tokiu se mladí manželé v roce 1903 setkali s čínským revolucionářem Sunjatsenem. Stali se dvěma prvními členy Sunjatsenova protičchingského revolučního hnutí Čínská aliance; Sunjatsenův spolupracovník Chuang Sing je v rámci přípravy na revoluci naučil střílet, Che si pronajala dům, který dala k dispozici pro tajné operace revolucionářů. Nakrátko se vrátila do Hongkongu, kde porodila dceru Liao Meng-sing, kterou zzanechala u své rodiny a vrátila se do Tokia. Studovala malířství na Tokijské ženské umělecké škole a pomáhala Čínské alianci v propagandistické činnosti, mimo jiné navrhovala a šila revoluční vlajky a emblémy. V roce 1908 se jí narodil syn Liao Čcheng-č’.

### Revoluce, Sunjatsenova vláda, pobyt v zahraničí
V roce 1911, v roce sinchajské revoluce, se s manželem vrátila do Hongkongu. V roce 1913 se seznámila se Sung Čching-ling, budoucí manželkou Sunjatsena. Následovali Sunjatsena při povstání proti generálu Jüan Š’-kchajovi, roku 1913, ale po jeho porážce museli v roce 1914 uprchnout do Japonska.
V roce 1916 se Che Siang-ning a její manžel přestěhovali do Šanghaje, aby podpořili revoluční věc. V roce 1921 založil Sunjatsen svou revoluční vládu v Kantonu a Liao Čung-kchaje jmenoval ministrem financí. Che Siang-ning přesvědčila velitele sedmi námořních válečných lodí, aby se připojili k Sunjatsenově vládě. V Kantonu spolu se Sung Ching-ling zorganizovala ženský spolek, který shromažďoval finanční prostředky a zajišťoval léky a oblečení pro vojáky. Na válečné účely také prodala mnoho svých obrazů. Když se v roce 1922 generál Čchen Ťiung-ming vzbouřil proti Sunjatsenovi, Che Siang-ning zařídila Sunjatsenovi shledání s jeho ženou a velmi riskovala, aby dosáhla propuštění svého manžela zadržovaného povstalci.
V srpnu 1923 byla jmenována členkou ústředního výkonného výboru Kuomintangu a ministryní pro ženské záležitosti v Sunjatsenově vládě. Jako ministryně požadovala „úplnou rovnoprávnost žen, pokud jde o právní, sociální, ekonomická a vzdělávací práva“ a 8. března 1924 zorganizovala první čínské shromáždění k Mezinárodnímu dni žen. Otevírala také nemocnice a školy pro ženy v Kantonu. 
Po Sunjatsenově smrti v březnu 1925 soupeřilo levé a pravé křídlo Kuomintangu o vedení strany. Liao Čung-kchaj, vůdce levého křídla, byl v srpnu v Kantonu zavražděn, v přítomnosti Che Siang-ning. Novým vůdcem strany se nakonec stal Čankajšek a zahájil Severní pochod proti severním militaristům. Na podporu pochodu Che Siang-ning zorganizovala skupiny Červeného kříže složené z dělnic a přivedla je do Wu-chanu. Když se Čankajškovo křídlo Kuomintangu v roce 1927 obrátilo proti komunistům, mnoho z těchto žen zabilo. Po tomto neúspěchu se následující léta z velké části držela mimo stranickou politiku. Přestěhovala se do Hongkongu a Singapuru a hodně cestovala po Evropě. V Londýně, Paříži, Belgii, Německu a Švýcarsku vystavovala své obrazy.

### Válka s Japonskem a občanská válka
Po mukdenském incidentu a následné japonské invazi do Mandžuska v roce 1931 se vrátila do Šanghaje a spolu s Šen Ťün-žuem zorganizovala Sdružení národní spásy, které se zasazovalo o odpor proti japonské agresi. Spolupracovala také s významnými aktivisty, se Sung Čching-ling a Luo Šu-čangem; soustředili se na přípravu žen k podpoře vojáků. Poté, co Šanghaj v roce 1937 padla do rukou Japonců, byla nucena z města uprchnout do Hongkongu, po jeho pádu v roce 1941 odešla do Kuej-linu, kde zůstala do konce čínsko-japonské války.

### V Čínské lidové republice
V roce 1948, během čínské občanské války, založili Che Siang-ning, Li Ťi-šen a další členové Kuomintangu, kteří se postavili proti Čankajškovu vedení, Revoluční výbor čínského Kuomintangu. Po vítězství komunistů v občanské válce a založení Čínské lidové republiky v roce 1949 se přestěhovala do Pekingu a zastávala řadu vysokých funkcí v komunistické vládě:,  byla členkou Ústřední lidové vlády (1949–1954), vedla Výbor pro záležitosti zámořských Číňanů (1949–1959), byla místopředsedkyní Čínského lidového politického poradního shromáždění (1954–1965), místopředsedkyní stálého výboru Všečínského shromáždění lidových zástupců (1959–1972). Od roku 1960 předsedala Revolučnímu výboru čínského Kuomintangu, byla čestnou předsedkyní Všečínského svazu žen.
Zemřela na zápal plic 1. září 1972, ve věku 94 let. Byla pohřbena v Nankingu po boku svého manžela.

## Umění a památka
Che Siang-ning byla uznávanou malířkou čínské umělecké školy Lingnan, zvláště ráda malovala švestkové květy, borovice, tygry a lvy. V červenci 1960 byla zvolena předsedkyní Asociace čínských umělců. V roce 1979 byla v Kantonu publikována sbírka jejích obrazů. Roku 1997 bylo v Šen-čenu otevřeno Muzeum umění Che Siang-ning. Bylo to první čínské muzeum umění na národní úrovni pojmenované po jednotlivém umělci; nápis s názvem muzea na jeho budově napsal osobně generální tajemník komunistické strany Ťiang Ce-min. V červnu 1998 vydala čínská pošta sadu tří známek s jejími obrazy.

## Rodina
Che Siang-ning a Liao Čung-kchaj měli dvě děti. Jejich dcera Liao Meng-sing byla známou překladatelkou, která ovládala japonštinu, angličtinu a francouzštinu. Jejich syn Liao Čcheng-č’ byl významným komunistickým politikem, byl dlouholetým členem ústředního výboru a nástupcem matky ve vedení Výboru pro záležitosti zámořských Číňanů (1959–1970, zrušen; znovu v letech 1978–1983 po jeho obnovení jako Úřadu pro záležitosti zámořských Číňanů), krátce působil jako člen politbyra (1982–1983), místopředseda Všečínského shromáždění lidových zástupců (1978–1983) a několik dní před svou náhlou smrtí v roce 1983 byl určen za čínského viceprezidenta. Jeho syn Liao Chuej, vnuk Che Siang-ning, byl také dlouholetým členem ústředního výboru KS Číny, vedoucím Úřadu pro záležitosti zámořských Číňanů, poté ředitelem Úřadu pro záležitosti Hongkongu a Macaa a místopředsedou Čínského lidového politického poradního shromáždění.